# Rihla
Riḥla este o specie literară ce a cunoscut evoluții și transformări de-a lungul secolelor. Unii critici consideră acest gen ca fiind o formă de autobiografie: „autorul, naratorul și călătorul sunt una și aceeași persoană; aventura lor nu începe cu o naștere, ci trebuie să fie completată de o revenire” . Riḥla poate apărea sub forma unui jurnal personal, sub forma unei autobiografii sau a unui roman. A scrie acest tip de literatură înseamnă a povesti evenimente și a descrie locuri, „a scrie înseamnă a călători și a călători înseamnă a scrie” : . Cei care scriu acest gen de literatură pot să amestece mai multe tipuri de discurs literar, nu numai unul singur, de exemplu geografic, politic, istoric sau lingvistic și pot proveni din diferite clase sociale având în același timp domenii diferite de lucru: pot să fie scriitori, misionari, oameni de știință, istorici. Ceea ce atrage la acest gen de literatură este faptul că nu are reguli stricte, în afară de aceea de instruire a cititorilor. Scriitorul, cel care a trăit experiența călătoriei, are obligația să împărtășească ce a experimentat, să satisfacă curiozitățile cititorilor și să le ofere din experiența exotică de care el a avut parte. Cele trei elemente esențiale ale unei opere care să aparțină literaturii de călătorie sunt „a călători, a vedea și a povesti” .

## Istoric
Riḥla, cuvânt ce se traduce prin călătorie și prin extensie un gen narativ – literatura de călătorie – se derivă din cuvântul din limba arabă ce înseamnă la origine „ A încăleca pe cămilă în pregătirea unei lungi călătorii”. Conform dicționarului, „raḥala-yarḥalu-raḥīlun” înseamnă „a pleca în voiaj, a pleca în călătorie, a emigra, a porni, a pleca” . Pasiunea pentru călătorie a poporului arab este inspirată dintr-un faimos ḥadīṯ al profetului Muḥammad, ce a îndemnat credincioșii să caute înțelepciunea atât de departe cum este China. Ca răspuns la acest precept profetic, s-a dezvoltat foarte mult în perioada medievală „călătoria în căutarea cunoașterii”. În aceste călătorii îndelungate, de multe ori durând și ani de zile, cărturarii plecau din locurile natale, împinși de dorința de a face pelerinajul la Mecca (ḥağğ), și călătorind după aceea din loc în loc, căutând cunoașterea. Prin intermediul acestor călătorii, au apărut mari opere în Irak, Mecca și Siria care s-au transmis și s-au dezvoltat ulterior și în Andaluzia sau Magreb Asia Centrala, și în alte zone. 
Călătorii au început să scrie relatări personale despre drumurile lor, scrieri care aveau să se dezvolte sub genul literar riḥla, acestea descriind unde trăiau oamenii, cum se rugau, cum făceau comerț, ce fel de medicină și farmacie practicau, cum se îmbrăcau, cum se căsătoreau și cum mureau. 
Operele au caracteristici diferite pentru simplul fapt că autorii lor sunt diferiți „Istoria călătoriilor evoluează împreună cu știința și cu progresele tehnice. Fiecare epocă generează formele de literatură care îi convin. Și aceasta pentru că literatura de călătorie regrupează tipuri de opere foarte diferite, iar subiectul operei este departe de a fi unic” .
Constatăm că literatura de călătorie a avut o întrebuințare practică și anume a ajutat la descoperirea a noi rute prin intermediul călătorilor care au străbătut continente de la Nord la Sud și de la Est la Vest. Alte jurnale de călătorie au fost folosite de navigatori pentru a reface drumul deja străbătut de alții înaintea lor. În Evul Mediu apar jurnalele de călătorie ale pelerinilor ceea ce a rezultat în cunoașterea geografică a teritoriilor până atunci necunoscute. Ca exemplu elocvent avem „Călătoriile” lui Ibn Baṭṭūṭa, operă considerată ghid de călătorie pentru pelerini și pentru comercianții atât arabi cât și europeni.
În timpul secolelor al XV-lea și al XVI-lea literatura de călătorie tinde spre exactitudine și spre realități geografice și etnografice, și de-abia din prima jumătate a secolului al XVII-lea putem să ne referim la literatura de călătorie și să vorbim despre un gen literar „anul 1632 marchează momentul în care literatura de călătorie este recunoscută, atât de cititorii contemporani, cât și de călători ei înșiși, ca un gen literar clar constituit, dotat cu un stil, cu o poetică și o retorică ce îi sunt proprii”. În acest secol, jurnalul de călătorie cunoaște un mare succes, însă secolul al XVIII-lea, care este secolul marilor călătorii atât științifice cât și personale, a dat naștere la numeroase opere ce se încadrează în acest gen literar. Secolul XIX este considerat de departe secolul de aur al literaturii de călătorie, aceasta datorită creșterii călătoriilor militare, comerciale, științifice. În decursul acestui veac, riḥla se transformă în ficțiune mai degrabă, față de observarea strictă ce fusese până în acel moment și depinde direct de cauzele exterioare (politice, economice). Acest gen de literatură este fluctuant privit din toate unghiurile: destinatar, scriitor sau formă; împrumută caracteristici de la alte genuri literare fără să își distrugă omogenitatea: se inspiră de la roman însă adaugă locuri și nu acțiuni și, introdus într-o colecție, tinde să devină un eseu documentar.

## Caracteristici
Pentru a face distincția clară între roman și riḥla, se afirmă că acest gen de literatură are câteva puncte comune cu genul literar al romanului: în primul rând, cititorul poate găsi amuzament atât în paginile unui jurnal de călătorie cât și în cele ale unui roman, discursul narativ ce este caracteristic romanului se găsește de asemenea și la riḥla. Mult mai numeroase sunt însă diferențele între aceste două genuri literare: literatura de călătorie pune foarte mare accent pe descrieri, ajutând în acest fel scriitorul să redea cu acuratețe cititorului toți pașii parcurși. În Riḥla prioritar este realul mai degrabă decât ficțiunea, iar contrar acestei caracteristici, în cadrul romanului se formează un univers închis ce de multe ori nu are legătură cu lumea exterioară. Literatura de călătorie mărturisește adevărul , iar autorul trebuie să își dezvăluie descoperirile cu exactitudine. Veridicitatea are o importanță deosebită pentru literatura de călătorie pentru că acest gen a fost conceput pentru a fi util. Cu toate acestea, romanul, în special romanul de aventuri, se poate apropia de genul literar de călătorie . De asemenea, riḥla poate relata atât evenimente reale cât și imaginare în aceeași măsură, nu poate fi în totalitate obiectiv și transparent, deoarece impune și o notă subtilă de subiectivitate. Când vine vorba despre operele lui Aṭ-Ṭahṭāwī, se constată că acesta nu are povestiri inventate, nici episoade imaginare, doar relatări ale impresiilor și observațiilor ce corespund cu realitatea; jurnalul său are câteva pasaje subiective, o legătură subtilă cu genul romanului. Contrar romanului, care formează un univers închis, autonom, acest gen de scriitură este deschis către lumea exterioară și se supune întocmai regulilor sale; realul are prioritate asupra ficțiunii.
Jurnalul de călătorie este compus în două etape: inițial are loc călătoria propriu-zisă, în care scriitorul intră în contact cu noile realități, le explorează, pentru ca mai apoi să scrie despre acestea, să povestească evenimentele trăite în timpul periplului său.
„Istoria și călătoria sunt unite printr-o legătură naturală: deplasarea în spațiu și în timp. Și una și cealaltă constituie sursele vii ale experienței omenești”. Există totuși o diferență între aceste două domenii deoarece literatura de călătorie evocă impresiile călătorului pe durata unei perioade limitate, iar aceasta nu poate acoperi toate aspectele vieții unui popor, pe când istoria studiază dezvoltarea societăților de-a lungul secolelor. Literatura de călătorie poate fi considerată așadar „o unealtă a istoriografiei” .

## Tipuri
Muḥammad Al-Manūn împarte în 3 tipuri acest gen literar din secolele al XVI-lea până în secolul al XVIII-lea și anume: Riḥla în interiorul Marocului în care cel care călătorea nu depășea granițele statului; riḥla ḥiğāziyya rezultată din raporturi scrise sau orale despre pelerinaj și riḥla sifāriyya care era scrisă de ambasade și misiuni în care scriitorul își povestea călătoriile .
Diversitatea acestora corespunde diversității călătorilor care le scriu (scriitori, călători, studenți în misiuni științifice, exilați, misionari, turiști, comercianți, diplomați sau militari). Atâtea tipuri de scriitori, atâtea tipuri de opere: fiecare povestește în felul specific, fiecare folosește proprii termeni, scriitura poate fi descriptivă, narativă sau reflexivă, în plus, acest gen de literatură tratează evenimente istorice, politice, geografice sau sociale.
Este foarte important de observat distincția dintre riḥla literară și riḥla științifică. Prima și-a făcut debutul în literatură în secolul al XVII-lea iar autorul acesteia recurge la invenție și imaginație. Acesta caută să păcălească cititorul în a crede că este adevărat tot ce el scrie, își ia libertatea să inventeze povestiri. Al doilea gen literar conține idei istorice, geografice, cât și cunoștințe științifice, realitatea, obiectivitatea și diversitatea domeniilor științifice. De exemplu, jurnalul de călătorie al lui Aṭ-Ṭahṭāwī conține informații științifice, geografice, politice și sociale despre Franța și în special Paris. Opera sa este atât de exactă deoarece acesta căuta informații științifice care să fie de folos națiunii egiptene pentru progresul mult dorit de către Muhammad Ali.  Jurnalul său a fost considerat de mare interes pentru cunoștințele științifice acumulate.